# ورقة 100 جنيه إسترليني بنك كليديسدال
ورقة 100 جنيه إسترليني بنك كليديسدال والمعروفة أيضًا بشكل غير رسمي باسم Fiver هي عملة ورقية من الجنيه الإسترليني. هي أصغر فئة من الأوراق النقدية الصادرة عن بنك كليديسدال. أصدرت الورقة أول مرة في عام 2006 على وجهها صورة للمصمم والفنان تشارلز ريني ماكينتوش وعلى الظهر قلب أوركني النيوليتي.

## التاريخ
بدأ بنك كليديسدال بإصدر ورقة 100 جنيه استرليني في عام 1838 وهو نفس العام الذي أسس فيه البنك. كانت الأوراق النقدية المبكرة أحادية اللون وتُطبع على جانب واحد فقط. نظم قانون الأوراق النقدية (اسكتلندا) لعام 1845 إصدار البنوك الاسكتلندية الأوراق النقدية حتى استبدل بقانون البنوك لعام 2009. الأوراق النقدية الاسكتلندية هي عملة قانونية مقبولة بشكل عام في جميع أنحاء المملكة المتحدة. وهي أصلية كما الأوراق النقدية التي يصدرها بنك إنجلترا. ورقة 100 جنيه استراليني هي حاليًا أكبر فئة من الأوراق النقدية الصادرة عن بنك كليديسدال.
طرح الإصدار الاسكتلندي الشهير من ورقة 100 جنيه إسترليني النقدية والتي تظهر العالم لورد كلفن في عام 1971 من سلسلة الاسكتلنديون المشهورون. وعلى ظهر هذه الورقة صورة لغرفة محاضرات اللورد كلفن. أصدرت ورقة 100 جنيه إسترليني النقدية الحالية من سلسلة التراث العالمي في عام 2009، على وجه هذه الورقة على صورة المصمم والفنان تشارلز ريني ماكينتوش وعلى الظهر صور قلب أوركني النيوليتي.

## السلاسل
| الورقة                 | تاريخ الإصدار | اللون | الحجم        | التصميم                                                  |
| ---------------------- | ------------- | ----- | ------------ | -------------------------------------------------------- |
| الاسكتلنديون المشهورون | 1971          | أحمر  | 163 × 90 ملم | الوجه: اللورد كلفن؛ الظهر: قاعة محاضرات اللورد كلفن      |
| التراث العالمي         | 2009          | أحمر  | 163 × 90 ملم | الوجه: تشارلز ريني ماكينتوش؛ الظهر: قلب أوركني النيوليتي |

المعلومات مأخوذة من موقع لجنة المصرفيين الاسكتلنديين.

## روابط خارجية
- The Committee of Scottish Bankers website